# Laurence Harvey
Laruschka Mischa Skikne (Joniškis (republiek Litouwen), 1 oktober 1927 - Londen (Engeland), 25 november 1973) was een Brits acteur van Litouwse afkomst.
Harvey verscheen in vele films en werd begin jaren 60 beschouwd als een van de kandidaten voor de rol van James Bond. Hij acteert echter al in films en op televisie sinds 1948 en was onder meer te zien in The Alamo, BUtterfield 8, The Manchurian Candidate en Darling.
Tussen 1957 en 1961 was hij getrouwd met actrice Margaret Leighton. In 1968 trouwde hij met Joan Perry, maar scheidde in 1972 weer van haar. Op 31 december dat jaar trouwde hij met Paulene Stone, waar hij tot zijn dood bij bleef. Uit zijn tweede huwelijk werd dochter Domino Harvey geboren.
Op 46-jarige leeftijd overleed Harvey aan de gevolgen van maagkanker.

## Filmografie
- House of Darkness (1948) - Francis Merryman
- The Dancing Years (1948) - Klein rolletje (Niet op aftiteling)
- The Man from Yesterday (1949) - John Matthews
- Man on the Run (1949) - Detective Sergeant Lawson
- Landfall (1949) - P/O Hooper
- BBC Sunday Night Theatre: Othello (Televisiefilm, 1950) - Cassio
- The Black Rose (1950) - Edmond
- Cairo Road (1950) - Lt. Mourad
- There Is Another Sun (1951) - Mag Maguire
- Scarlet Thread (1951) - Freddie
- A Killer Walks (1952) - Ned
- I Believe in You (1952) - Jordie
- Knights of the Round Table (1953) - Rol onbekend (Niet op aftiteling)
- BBC Sunday Night Theatre: As You Like It (Televisiefilm, 1953) - Orlando
- Women of Twilight (1953) - Jerry Nolan
- Innocents in Paris (1953) - François (Niet op aftiteling)
- The Good Die Young (1954) - Miles 'Rave' Ravenscourt
- King Richard and the Crusaders (1954) - Sir Kenneth of the Leopard
- Romeo and Juliet (1954) - Romeo
- I Am a Camera (1955) - Christopher Isherwood
- The Alcoa Hour Televisieserie - Dick Swiveller (Afl., The Small Servant, 1955)
- Storm Over the Nile (1955) - John Durrance
- Three Men in a Boat (1956) - George
- After the Ball (1957) - Walter de Frece
- The Truth About Women (1957) - Sir Humphrey Tavistock
- The Silent Enemy (1958) - Luitenant Crabb, R.N.V.R.
- Room at the Top (1959) - Joe Lampton
- Alfred Hitchcock Presents Televisieserie - Arthur Williams (Afl., Arthur, 1959)
- ITV Play of the Week Televisieserie - Chris/Misha (Afl., The Violent Years, 1959)
- Expresso Bongo (1959) - Johnny Jackson
- The Alamo (1960) - Kol. William Travis
- BUtterfield 8 (1960) - Weston Liggett
- The Long and the Short and the Tall (1961) - Soldaat 'Bammo' Bamforth
- Two Loves (1961) - Paul Lathrope
- Summer and Smoke (1961) - John Buchanan, Jr.
- Walk on the Wild Side (1962) - Dove Linkhorn
- The Flood (Televisiefilm, 1962) - Verteller
- The Wonderful World of the Brothers Grimm (1962) - Wilhelm Grimm/The Cobbler ('The Cobbler and the Elves')
- The Manchurian Candidate (1962) - Raymond Shaw
- A Girl Named Tamiko (1962) - Ivan Kalin
- The Running Man (1963) - Rex Black
- The Ceremony (1963) - Sean McKenna
- Of Human Bondage (1964) - Philip Carey
- The Outrage (1964) - Kol. Wakefield
- Darling (1965) - Miles Brand
- Life at the Top (1965) - Joe Lampton
- The Spy with a Cold Nose (1966) - Dr. Francis Trevelyan
- Dial M for Murder (Televisiefilm, 1967) - Tony Wendice
- The Winter's Tale (1968) - Koning Leontes
- A Dandy in Aspic (1968) - Eberlin
- The Charge of the Light Brigade (1968) - Russische prins (Niet op aftiteling)
- Struggle for Rome (1968) - Cethegus
- Tchaikovsky (1969) - Verteller
- She and He (1969) - He
- Rebus (1969) - Jeff Miller
- Kampf um Rom II - Der Verrat (1969) - Cethegus
- The Magic Christian (1969) - Hamlet
- The Deep (1970) - Hughie Warriner
- WUSA (1970) - Farley
- Night Gallery Televisieserie - Steven Macy (Afl., The Caterpillar, 1972)
- Escape to the Sun (1972) - Majoor Kirsanov
- Columbo: The Most Dangerous Match (Televisiefilm, 1973) - Emmett Clayton
- Night Watch (1973) - John Wheeler
- Welcome to Arrow Beach (1974, tevens regie) - Jason Henry

- Bibsys: 99010287
- Biblioteca Nacional de España: XX1169149
- Bibliothèque nationale de France: cb13895016d (data)
- CiNii: DA13254602
- Gemeinsame Normdatei: 12464726X
- International Standard Name Identifier: 0000 0001 1030 0988
- Library of Congress Control Number: no90017991
- MusicBrainz: 92dc97b9-cf68-4420-a418-4b1f64bb406f
- Nationale Bibliotheek van Tsjechië: xx0095300
- Nationale bibliotheek van Australië: 35658366
- Nationale Bibliotheek van Israël: 987007440386105171
- Nederlandse Thesaurus van Auteursnamen: 074893068
- SNAC: w65n9k7h
- Système universitaire de documentation: 067206166
- Virtual International Authority File: 79166838
- WorldCat: E39PBJj8Wwdy6DYY4XmvHd3fbd